# راموآلد گیراشینسکی
راموآلد گیراشینسکی (لهستانی: Romuald Gierasieński؛ ‏ ۶ فوریهٔ ۱۸۸۵ – ۲۱ ژوئن ۱۹۵۶) بازیگر اهل لهستان بود.
از فیلم‌ها یا برنامه‌های تلویزیونی که وی در آن نقش داشته‌است، می‌توان به دختر ژنرال پانکراتوف، شوهرم امشب چه می‌کند؟ و دکتر مورک اشاره کرد.